# Лукино (посёлок станции, городской округ Истра)
Лукино — посёлок станции в Ивановском сельском поселении Истринского района Московской области. Зарегистрировано 2 садовых товарищества. С Истрой посёлок связан автобусным сообщением (автобус № 27. Истра — Манихино — Лукино.).
Находится примерно в 6 км на юго-восток от Истры, высота над уровнем моря 188 м. Основан при строительстве Большого кольца МЖД в начале 1940-х годов — станция Лукино расположена на южной окраине посёлка. На 1 января 1968 года в поселке числилось 113 жителей, в 2003 году — 17 хозяйств и 32 постоянных жителя.

## Население
| 2002 | 2006 | 2010 |
| ---- | ---- | ---- |
| 31   | ↘28  | ↘27  |